# Saison 1998 de l'équipe cycliste Rabobank
L'équipe cycliste Rabobank faisait partie en 1998 des Groupes Sportifs I, la première division des équipes cyclistes professionnelles.

## Effectif
| Cycliste            | Date de naissance | Nationalité | Équipe 1997      |
| ------------------- | ----------------- | ----------- | ---------------- |
| Michael Boogerd     | 28-05-1972        | Pays-Bas    |                  |
| Jan Boven           | 20-02-1972        | Pays-Bas    |                  |
| Johan Bruinsma      | 12-09-1976        | Pays-Bas    |                  |
| Erik Dekker         | 21-08-1970        | Pays-Bas    |                  |
| Maarten den Bakker  | 26-01-1969        | Pays-Bas    | TVM              |
| Richard Groenendaal | 13-07-1971        | Pays-Bas    |                  |
| Bert Hiemstra       | 09-08-1973        | Pays-Bas    |                  |
| Danny Jonasson      | 01-10-1974        | Danemark    |                  |
| Patrick Jonker      | 25-05-1969        | Australie   |                  |
| Jans Koerts         | 24-08-1969        | Pays-Bas    |                  |
| Marc Lotz           | 19-10-1973        | Pays-Bas    |                  |
| Peter Luttenberger  | 13-12-1972        | Autriche    |                  |
| Robbie McEwen       | 24-06-1972        | Australie   |                  |
| Koos Moerenhout     | 05-11-1973        | Pays-Bas    |                  |
| Sven Nys            | 17-06-1976        | Belgique    | -                |
| Rolf Sørensen       | 20-04-1965        | Danemark    |                  |
| Léon van Bon        | 28-01-1972        | Pays-Bas    |                  |
| Adrie van der Poel  | 17-06-1959        | Pays-Bas    |                  |
| Max van Heeswijk    | 02-03-1973        | Pays-Bas    |                  |
| Aart Vierhouten     | 19-03-1970        | Pays-Bas    |                  |
| Marc Wauters        | 23-02-1969        | Belgique    | Lotto - Mobistar |
| Beat Zberg          | 10-05-1971        | Suisse      | Mercatone Uno    |

## Victoires
Victoires sur le circuit professionnel
| Date         | Course                                    | Pays        | Vainqueur          |
| ------------ | ----------------------------------------- | ----------- | ------------------ |
| 12 février   | Challenge de Majorque                     | Espagne     | Léon van Bon       |
| 15 février   | 1re étape de la Ruta del Sol              | Espagne     | Robbie McEwen      |
| 18 février   | 4e étape de la Ruta del Sol               | Espagne     | Max van Heeswijk   |
| 15 mars      | 5e étape de Tirreno-Adriatico             | Italie      | Rolf Sørensen      |
| 25 mars      | 3e étape de la Semaine catalane           | Espagne     | Michael Boogerd    |
| 27 mars      | Classement général de la Semaine catalane | Espagne     | Michael Boogerd    |
| 17 mai       | Amsterdam RAI Dernyrace                   | Pays-Bas    | Maarten den Bakker |
| 29 mai       | Classement général du Prudencial Tour     | Royaume-Uni | Marc Wauters       |
| 30 mai       | Prologue du Tour d'Autriche               | Autriche    | Beat Zberg         |
| 2 juin       | 3e étape du Tour d'Autriche               | Autriche    | Max van Heeswijk   |
| 4 juin       | 5e étape du Tour d'Autriche               | Autriche    | Peter Luttenberger |
| 6 juin       | Classement général du Tour d'Autriche     | Autriche    | Beat Zberg         |
| 20 juillet   | 9e étape du Tour de France                | France      | Léon van Bon       |
| 4 août       | Prologue du Regio Tour                    | Allemagne   | Rolf Sørensen      |
| 7 août       | 3e étape du Regio Tour                    | Allemagne   | Danny Jonasson     |
| 9 août       | 5e étape du Tour du Danemark              | Danemark    | Jans Koerts        |
| 16 août      | HEW Cyclassics                            | Allemagne   | Léon van Bon       |
| 27 août      | 3e étape du Tour des Pays-Bas             | Pays-Bas    | Robbie McEwen      |
| 29 août      | 5e étape du Tour des Pays-Bas             | Pays-Bas    | Robbie McEwen      |
| 29 août      | Classement général du Tour des Pays-Bas   | Pays-Bas    | Rolf Sørensen      |
| 6 septembre  | Memorial Josek Vögeli                     | Suisse      | Beat Zberg         |
| 24 septembre | 2e étape du GP Tell                       | Suisse      | Maarten den Bakker |
| 27 septembre | 5e étape du GP Tell                       | Suisse      | Danny Jonasson     |
| 17 octobre   | 1re étape du Commonwealth Bank Classic    | Australie   | Jans Koerts        |
| 20 octobre   | 4e étape du Commonwealth Bank Classic     | Australie   | Jans Koerts        |

Championnats nationaux
| Date        | Course                                    | Pays     | Vainqueur          |
| ----------- | ----------------------------------------- | -------- | ------------------ |
| 7 juin      | Championnat de Suisse contre-la-montre    | Suisse   | Beat Zberg         |
| 4 juillet   | Championnat d'Autriche contre-la-montre   | Autriche | Peter Luttenberger |
| 5 juillet   | Championnat des Pays-Bas sur route        | Pays-Bas | Michael Boogerd    |
| 2 septembre | Championnat des Pays-Bas contre-la-montre | Pays-Bas | Patrick Jonker     |